# Portugal op het Eurovisiesongfestival 1997
Portugal nam deel aan het Eurovisiesongfestival 1997 in Dublin, Ierland. Het was de 34ste deelname van het land op het Eurovisiesongfestival. De selectie verliep via het jaarlijkse Festival da Canção. De RTP was verantwoordelijk voor de Portugese bijdrage voor de editie van 1997.

## Selectieprocedure
Net zoals de voorbije jaren werd ook dit jaar de kandidaat gekozen via het jaarlijkse Festival da Canção.
De nationale finale werd gehouden in Lissabon op 7 maart 1997 en werd gepresenteerd door António Sala en Cristina Caras Lindas.
Na een halve finale deden er 8 artiesten mee aan deze finale.
De winnaar werd gekozen door televoting
| Volgorde | Artiest                 | Lied                    | Punten | Plaats |
| -------- | ----------------------- | ----------------------- | ------ | ------ |
| 1        | Oriundi                 | "Nosso canto chão"      | 65     | 8      |
| 2        | Raquel Alão             | "Quando eu te beijo"    | 115    | 3      |
| 3        | Cristina Almeida        | "Senhora da saia verde" | 104    | 5      |
| 4        | Telmo miranda           | "Madrigal de Lianor"    | 111    | 4      |
| 5        | Os Meninos da Sacristia | "Canção urgente"        | 102    | 6      |
| 6        | Sónia Mendes            | "Da primera vez"        | 116    | 2      |
| 7        | Célia Lawson            | "Antes do adeus"        | 127    | 1      |
| 8        | Susana Pinto            | "Rosa dos ventos"       | 79     | 7      |

## In Dublin
In Ierland moest Portugal optreden als 15de na Bosnië-Herzegovina en voor Zweden.
Na de puntentelling bleek dat Portugal als 24ste en gedeeld laatste was geëindigd met een totaal van 0 punten.
Nederland had geen punten over voor deze inzending en België deed niet mee in 1997.

### Gekregen punten

#### Finale
| 12 punten | 10 punten | 8 punten | 7 punten | 6 punten |
| --------- | --------- | -------- | -------- | -------- |
|           |           |          |          |          |
| 5 punten  | 4 punten  | 3 punten | 2 punten | 1 punt   |
|           |           |          |          |          |

### Punten gegeven door Portugal

#### Finale
Punten gegeven in de finale:
| 12 punten | Italië              |
| 10 punten | Ierland             |
| 8 punten  | Spanje              |
| 7 punten  | Verenigd Koninkrijk |
| 6 punten  | Frankrijk           |
| 5 punten  | Turkije             |
| 4 punten  | Slovenië            |
| 3 punten  | Cyprus              |
| 2 punten  | Polen               |
| 1 punt    | Estland             |

1964 · 1965 · 1966 · 1967 · 1968 · 1969 · 1970 · 1971 · 1972 · 1973 · 1974 · 1975 · 1976 · 1977 · 1978 · 1979 · 1980 · 1981 · 1982 · 1983 · 1984 · 1985 · 1986 · 1987 · 1988 · 1989 · 1990 · 1991 · 1992 · 1993 · 1994 · 1995 · 1996 · 1997 · 1998 · 1999 · 2000 · 2001 · 2002 · 2003 · 2004 · 2005 · 2006 · 2007 · 2008 · 2009 · 2010 · 2011 · 2012 · 2013 · 2014 · 2015 · 2016 · 2017 · 2018 · 2019 · 2020 · 2021 · 2022 · 2023 · 2024 · 2025